# غاريت غرايسون
غاريت غرايسون (بالإنجليزية: Garrett Grayson)‏ هو لاعب كرة قدم أمريكية أمريكي، ولد في 29 مايو 1991 في فانكوفر في الولايات المتحدة.

## وصلات خارجية
- غاريت غرايسون على موقع مرجع كرة القدم المحترفة.كوم (الإنجليزية)
- غاريت غرايسون على موقع كلية كرة القدم في سبورتس رفرنس.كوم (الإنجليزية)